# Mormintele din Atuan
Mormintele din Atuan (1971) (titlu original The Tombs of Atuan) este a doua carte din seria scrisă de Ursula K. Le Guin, a cărei acțiune se petrece în arhipelagul fictiv Terramare. Evenimentele din carte au loc la câțiva ani după cele din Un vrăjitor din Terramare și la aproximativ douăzeci de ani înaintea celor din Cel mai îndepărtat țărm. Mormintele din Atuan a fost Cartea de Onoare Newbery din 1972.

## Intriga
Povestea se concentrează asupra unui copil karg, o fată care este luată din sânul familiei și transformată în Mare Preoteasă a Celor Nenumiți de pe insula Atuan. Numele ei real este Tenar, dar, după ce este consacrată formal zeilor la vârsta de șase ani, primește numele Arha, Cea Devorată, întrucât toate Marile Preotese sunt considerate a fi reîncarnarea celei dintâi.
Tinerețea lui Tenar se desfășoară în contrastul dintre escapadele copilăriei luminoase și ritualurile solemne și întunecate. Treptat, ea începe să își accepte rolul singuratic, anonim, ajungând să se simtă ca acasă în labirintul subteran cunoscut sub titulatura Mormintele din Atuan, în care conduc puternicii și răuvoitorii Nenumiți și în care sunt trimiși prizonierii în vederea unei morți lente. Pe măsură ce fata devine conștientă de mașinațiunile politice dintre preotesele bătrâne, Mormintele devin un refugiu pentru ea, deoarece e singura care poate merge liberă prin acel labirint.
Ged, protagonistul din Un vrăjitor din Terramare, o întâlnește pe Tenar când ea are cincisprezece ani. El intră în Morminte pentru a găsi jumătatea pierdută a Inelului lui Erreth-Akbe, un talisman magic necesar pentru a se păstra pacea în Terramare și care a fost rupt în două cu multe secole în urmă  (cealaltă jumătate se află în posesia lui, deși a aflat ce este cu ajutorul unui dragon). Arha îl descoperă rătăcind prin labirint și îl închide în subterane pentru a muri, pedepsindu-l pentru ceea ce ea consideră un sacrilegiu. Dar, deși vrea să îl omoare, se simte atrasă de el și de poveștile despre lumea din afară pe care i le spune.
În cele din urmă, Tenar este subjugată de bunătatea lui Ged și înțelege că Cei Nenumiți îi cer serviciile, fără a oferi nimic în schimb. Ged își folosește tot mai mult puterile magice pentru a rămâne ascuns în fața Celor Nenumiți, care, dacă i-ar detecta prezența, l-ar omorî. Tenar îl ajută să părăsească Mormintele, având jumătatea de inel, iar Ged o eliberează de îndatoririle de preoteasă. În timp ce Tenar și Ged evadează, Mormintele se surpă.

## Personajele principale
Gedvrăjitor supranumit Șoimanul.
KossilPreoteasă coruptă a Regelui-Zeu din Palatul Mormintelor.
Mananeunuc în Palatul Mormintelor din Atuan.
Tenarpreoteasă în Mormintele din Atuan, numită și Arha” sau, ulterior, Doamna cea Albă din Gont și „Goha”.
Tharpreoteasă a Zeilor-Frați din Palatul Mormintelor.

## Analiză
În timp ce prima carte a seriei a constituit un proces de maturizare prin intermediul unei călătorii care l-a condus pe Ged să își înfrunte propriile probleme, Mormintele din Atuan operează într-un spațiu mult mai restrictiv, reflectat în stilul narativ și desfășurarea acțiunii, povestea lui Tenar fiind mult mai intimă și mai puțin înclinată spre epopee ca aceea din precedentul roman. Dacă la Ged a fost vorba despre o căutare care a condus la o confruntare dramatică a sinelui cu propria latură întunecată, ajutându-l, în cele din urmă, să devină conștient de știința și puterile sale, triumful lui Tenar este acela al eliberării.
Deși tânăr, Ged este portretizat ca fiind mult mai înțelept ca în prima carte. Când Tenar se interesează despre cicatricea de pe fața lui, el răspunde că este un semn al prostiei trecute – ambiția i-a fost temperată de experiență. Această ambiție și inteligență, combinate cu dorința lui Tenar de libertate și de explorarea lumii largi, conduce la succesul lor.
Tenar reapare în a patra carte a seriei, Tehanu, în care joacă un rol important.